# Neil Young (piłkarz)
Neil James Young (ur. 17 lutego 1944 – zm. 3 lutego 2011) – angielski piłkarz. Występował w Manchesterze City, Preston oraz Rochdale.
Zdobył zwycięską bramkę w finale Pucharu Anglii w 1969, a także jedną z dwóch w meczu finałowym Pucharu Zdobywców Pucharów z Górnikiem Zabrze w 1970 roku.

## Kariera
Young urodził się w dzielnicy Fallowfield w Manchesterze, a młodości mieszkał nieopodal nieistniejącego już stadionu Maine Road i był zawodnikiem drużyny juniorów Manchesteru City, grając z przeciwnikami dwa lata starszymi od siebie. W 1959 roku podpisał tymczasowy kontrakt z klubem, odrzucając tym samym okazję dołączenia do Manchesteru United. W tym czasie wystąpił w młodzieżowej reprezentacji Anglii. W pierwszym zespole The Citizens po raz pierwszy zagrał w listopadzie 1961 roku w meczu przeciwko Aston Villi; w sumie, w debiutanckim sezonie zaliczył 26 spotkań i zdobył 11 goli.
Przez następne dwa lata Neil Young był zawodnikiem podstawowej jedenastki, grając na pozycji lewoskrzydłowego, jednak z powodu kontuzji pauzował przez dwa miesiące pod koniec sezonu 1964-65. W 1965 roku Manchester City zakończył rozgrywki na 11. miejscu w 2. lidze co było najgorszym wówczas osiągnięciem w historii klubu. Wkrótce w kwietniu, na stanowisku menadżera, George’a Poysera zastąpił Joe Mercer; do sztabu szkoleniowego dołączył także trener Malcolm Allison. Odtąd występował także jako napastnik. W 1966 roku Manchester City powrócił do Division One, przegrywając w całym sezonie jeden mecz. Neil Young zdobył 17 bramek i był najlepszym strzelcem drużyny. Po powrocie zespołu do 1. ligi Young został kluczowym piłkarzem, grając jednak częściej na skrzydle zdobył 7 bramek w 45 występach. Beniaminek zakończył rozgrywki na 11. pozycji.
Na początku sezonu 1967–1968 City przegrało trzy pierwsze mecze. Zmiany taktyczne Mercera spowodowały, iż zespół wygrał kolejnych sześć spotkań. Pod koniec roku zespół zajmował 4. pozycję i był brany pod uwagę jako jeden z pretendentów do tytułu. W połowie marca 1968 roku City pokonało Fulham 5:1; Young zdobył w tym spotkaniu dwie bramki, a klub awansował na pierwsze miejsce w tabeli. Do ostatecznego rozstrzygnięcia doszło w ostatniej kolejce sezonu. Zespół potrzebował zwycięstwa by zdobyć tytuł. W meczu na St James’ Park z Newcastle United The Citizens wygrali 4:3 i po raz pierwszy od 1937 roku zdobyli mistrzostwo Anglii. Neil Young zdobył w tym decydującym spotkaniu dwie bramki i ponownie został najlepszym strzelcem zespołu zdobywając (biorąc pod uwagę wszystkie rozgrywki krajowe) 21 bramek.
Sezon 1968-69 Manchester City, jako obrońca tytułu, zakończył na 13. miejscu, zwyciężając jednak w rozgrywkach o Puchar Anglii. Neil Young wystąpił w każdym spotkaniu tamtej edycji. W finale przeciwnikiem City było Leicester City, które wówczas broniło się przed spadkiem. Mimo że The Citizens byli faworytem w tamtym meczu, mecz był wyrównany, jednak w pierwszej połowie, po akcji przeprowadzonej przez Mike’a Summerby’ego, Neil Young zdobył zwycięską bramkę.
Sukces w pucharach przyszedł ponownie w kolejnym sezonie. Manchester City zwyciężył w Pucharze Ligi, jednak Young nie zagrał w finałowym meczu. Miesiąc później zespół wystąpił w finale Pucharu Zdobywców Pucharów na Praterstadion w Wiedniu przeciwko Górnikowi Zabrze. Neil Young zdobył pierwszą bramkę, a tuż przed przerwą był faulowany na polu karnym przez Huberta Kostkę, po czym sędzia podyktował jedenastkę, którą wykorzystał Francis Lee. The Citizens  wygrali całe spotkanie 2:1 i zostało pierwszą drużyną w kraju, która zdobyła w tym samym sezonie puchar krajowy oraz puchar europejski.
Pod koniec 1970 roku w wieku 31 lat zmarł brat Younga, Chris; spowodowało to obniżenie formy przez piłkarza. W sezonie 1970-71 zdobył zaledwie dwie bramki, w kolejnym występował rzadko i 16 października 1971 roku w meczu przeciwko Leeds United, jako rezerwowy, wystąpił po raz ostatni dla klubu z Manchesteru.
W sumie, dla The Citizens, zagrał 334 mecze ligowe i zdobył 86 bramek. W 1971 roku przeszedł do drugoligowego wówczas Preston za 48 000 funtów, w którym wystąpił 68 razy i strzelił 18 goli. Po dwóch latach spędzonych w tym zespole, odszedł do Rochdale, gdzie po roku zakończył piłkarską karierę.
Neil Young jest uważany za jednego z najlepszych piłkarzy w historii Manchesteru City, i mimo że nie wystąpił w narodowej reprezentacji, w 2008 został wprowadzony do Galerii Sław tego klubu.
Pod koniec 2010 u Neila Younga wykryto raka; 9 stycznia 2011 r. w meczu pucharowym przeciwko Leicester City, kibice na znak solidarności z byłym piłkarzem założyli szaliki w kolorach czerwono-czarnych; koszule w tych barwach nosili zawodnicy Manchesteru City w finale w 1969 roku. Zmarł 3 lutego 2011, dwa tygodnie przed swoimi 67. urodzinami.

## Statystyki
| Klub             | Sezon            | Liga    | Liga | Puchar Anglii | Puchar Anglii | Puchar Ligi | Puchar Ligi | Łącznie | Łącznie |
| Klub             | Sezon            | Występy | Gole | Występy       | Gole          | Występy     | Gole        | Występy | Gole    |
| ---------------- | ---------------- | ------- | ---- | ------------- | ------------- | ----------- | ----------- | ------- | ------- |
| Manchester City  | 1961-62          | 24      | 10   | 2             | 1             | 0           | 0           | 26      | 11      |
| Manchester City  | 1962-63          | 31      | 5    | 1             | 0             | 6           | 1           | 32      | 6       |
| Manchester City  | 1963-64          | 37      | 5    | 1             | 0             | 5           | 1           | 43      | 6       |
| Manchester City  | 1964-65          | 31      | 8    | 1             | 0             | 1           | 1           | 33      | 9       |
| Manchester City  | 1965-66          | 35      | 14   | 7             | 3             | 2           | 0           | 49      | 17      |
| Manchester City  | 1966-67          | 38      | 4    | 5             | 2             | 2           | 1           | 45      | 7       |
| Manchester City  | 1967–68          | 40      | 19   | 4             | 1             | 4           | 1           | 48      | 21      |
| Manchester City  | 1968-69          | 40      | 14   | 7             | 2             | 2           | 0           | 49      | 16      |
| Manchester City  | 1969-70          | 29      | 6    | 2             | 1             | 5           | 1           | 36      | 8       |
| Manchester City  | 1970-71          | 24      | 1    | 3             | 0             | 1           | 0           | 28      | 1       |
| Manchester City  | 1971-72          | 5       | 0    | 0             | 0             | 0           | 0           | 5       | 0       |
| Manchester City  | Razem            | 334     | 86   | 33            | 10            | 28          | 6           | 395     | 102     |
| Preston          | 1972-74          |         |      |               |               |             |             |         |         |
| Preston          | Razem            | 68      | 16   |               |               |             |             |         |         |
| Rochdale         | 1974-75          | 13      | 4    |               |               |             |             | 13      | 4       |
| Rochdale         | Razem            | 13      | 4    |               |               |             |             | 13      | 4       |
| Razem w karierze | Razem w karierze | 415     | 106  | 33            | 10            | 28          | 6           | 408     | 108     |